# Övedskloster
Övedskloster (dansk: Øvedskloster) er et slot i Sjöbo kommun i Skåne i Sverige.
Hovedbygningen er et stateligt slot i fransk rokokostil af rød sandsten, som er opført 1765-1776 for Hans Ramel efter tegninger af Carl Hårleman. Det ligger ca. 5 km nordvest for Sjöbo ved Vombsjöns østlige bred og er omgivet af smukke alleer. Parken er åben for offentligheden alle dage mellem 9 og 16.

## Historie
Øvedskloster har en lang historie. Ærkebiskop Eskil af Lund var ejer af den jord, som munke fra moderklosteret i Prémontré i Champagne midt i 1100-tallet byggede præmonstratenserklosteret på. Eskil var uddannet i Tyskland og Frankrig, som han elskede højt. Der mødte han premonstratenserorden, som blev grundlagt af adelsmanden Norbert i 1121. I Eskils tid som ærkebiskop oprettedes også premonstratenserklostre i Tomarp, Vä (senere Bäckaskog) og Lund. På sine gamle dage vendte han tilbage til sit elskede Frankrig og endte sine dage blandt munke i cistercienserklosteret i Clairvaux. Klosteret ved Vombsjön, "Insula sanctae Trinitatis" (den hellige Treenighed Ø), blev med tiden ejer af store landområder.

### Kongsgård
Under reformationen 1536 sekulariseredes det af den danske krone og blev flere gange sat i pant og forlening. I 1594 blev Tyge Krabbe Lensmand i Øved. Mens han boede på klosteret opstod der brand, og formentlig udbrændte det. I 1606 fik Krabbe tilladelse til at genopbygge gården og lov til at hente tagsten fra St. Peder kloster i Lund.
Da Christian IV i 1614 besluttede at bygge fæstningen, som senere blev Kristianstad, skiftede han Øvedskloster for gården Hammar på Allø i Helgeåen. Otto Lindenov og hans kone Anne Brahe blev de første private ejere af klosteret. Otto Lindenov døde i 1618 og blev fulgt af sønnen Henrik Lindenov. Efter tabet af Skåne solgte Henrik Lindenov i 1666 Övedskloster til rigsråd Carl Mauritz Lewenhaupt.

### Lewenhaupt
Carl Mauritz Lewenhaupt døde samme år og efterlod Övedskloster til sine to sønner, Carl Gustaf og Stone Casimir. Begge gik i fremmed tjeneste og kom aldrig til at bo på Övedskloster. Stone Casimir døde i Dalmatien og Carl Gustaf i Sachsen. Sidstnævnte var gift med grevinde Amalia Wilhelmina von Königsmarck. Amalia og Carl Gustafs søn, general Charles Emil Lewenhaupt, tiltrådte senere godset.
Men efter Charles Emil Lewenhaupt ledte det fejlslagne svenske felttog i Finland i 1742, blev han gjort til syndebuk og blev dømt til tab af liv, ære og ejendom. Han blev halshugget i Stockholm 1743 og blev begravet i Öveds kirke. Allerede inden var hans søn og arving, Adam Lewenhaupt, gået i fransk tjeneste. Derfor solgte han i 1753 Övedskloster til svogeren, oberst Hans Ramel, som var gift med Amalia Beate Lewenhaupt.

### Ramel
Hans Ramel lod de eksisterende bygninger nedrive og med penge, han havde arvet fra sin far, Malte Ramel, fik han bygget det nye rokokoslot. Hans Ramel havde som eneste søn ikke kun arvet en masse penge fra sin far, han var selv Skånes største jordejer, idet han ejede Maltesholm, Hviderup, Västerstad, Svansjö og Tullesbo. Det bidrog i høj grad til Övedklosters udvikling. På grund af sine mange byggeprojekter på godserne blev Hans Ramel kaldt "Bygge-Hans".
Hans Ramel påbegyndte ombygningen af Övedskloster i 1763 efter tegninger af baron Carl Hårleman, en af de største svenske rokoko-arkitekter. Da renoveringen påbegyndtes var Hårleman imidlertid død, og udførelsen blev lagt i hænderne på arkitekt Jean Eric Rehn. Sideløbende gennemførte Bygge-Hans omfattende plantninger og vejanlæg på godsets jorder.
Det nye slot stod klar 1776. I 1766 stiftede Ramel fideikomis Övedskloster og tilhørende ejendomme. Det betød at slottet ikke kunne sælges, og at det kun kunne arves i sin helhed fra far til ældste søn. Da Bygge-Hans døde i 1799 blev hans søn indehaver af slottet. Slottet har siden tilhørt familien Ramel, og den nuværende ejer er den 6. i rækken, og også han hedder Hans Ramel.
Fideikommiser er ophørt ved lov, men på grund af klosterets store kulturelle værdi er Övedkloster undtaget og er et fideikommis.